# Saint-Urcisse (Lot-et-Garonne)
Saint-Urcisse (okzitanisch Sent Orsisi) ist eine französische Gemeinde mit 245 Einwohnern (Stand: 1. Januar 2022) im Département Lot-et-Garonne in der Region Nouvelle-Aquitaine (vor 2016: Aquitanien). Saint-Urcisse liegt im Arrondissement Agen und gehört zum Kanton Le Sud-Est Agenais. Die Einwohner werden Saint-Urcissiens genannt.

## Geografie
Saint-Urcisse liegt etwa 16 Kilometer ostsüdöstlich von Agen an der Séoune. Umgeben wird Saint-Urcisse von den Nachbargemeinden Puymirol im Norden, Perville im Nordosten, Grayssas im Süden und Osten, Clermont-Soubiran im Süden sowie Saint-Romain-le-Noble im Westen.

## Bevölkerungsentwicklung
| Jahr                       | 1962 | 1968 | 1975 | 1982 | 1990 | 1999 | 2006 | 2018 |
| -------------------------- | ---- | ---- | ---- | ---- | ---- | ---- | ---- | ---- |
| Einwohner                  | 196  | 165  | 117  | 114  | 132  | 161  | 217  | 243  |
| Quellen: Cassini und INSEE |      |      |      |      |      |      |      |      |

## Sehenswürdigkeiten

Kirche Saint-Urcisse

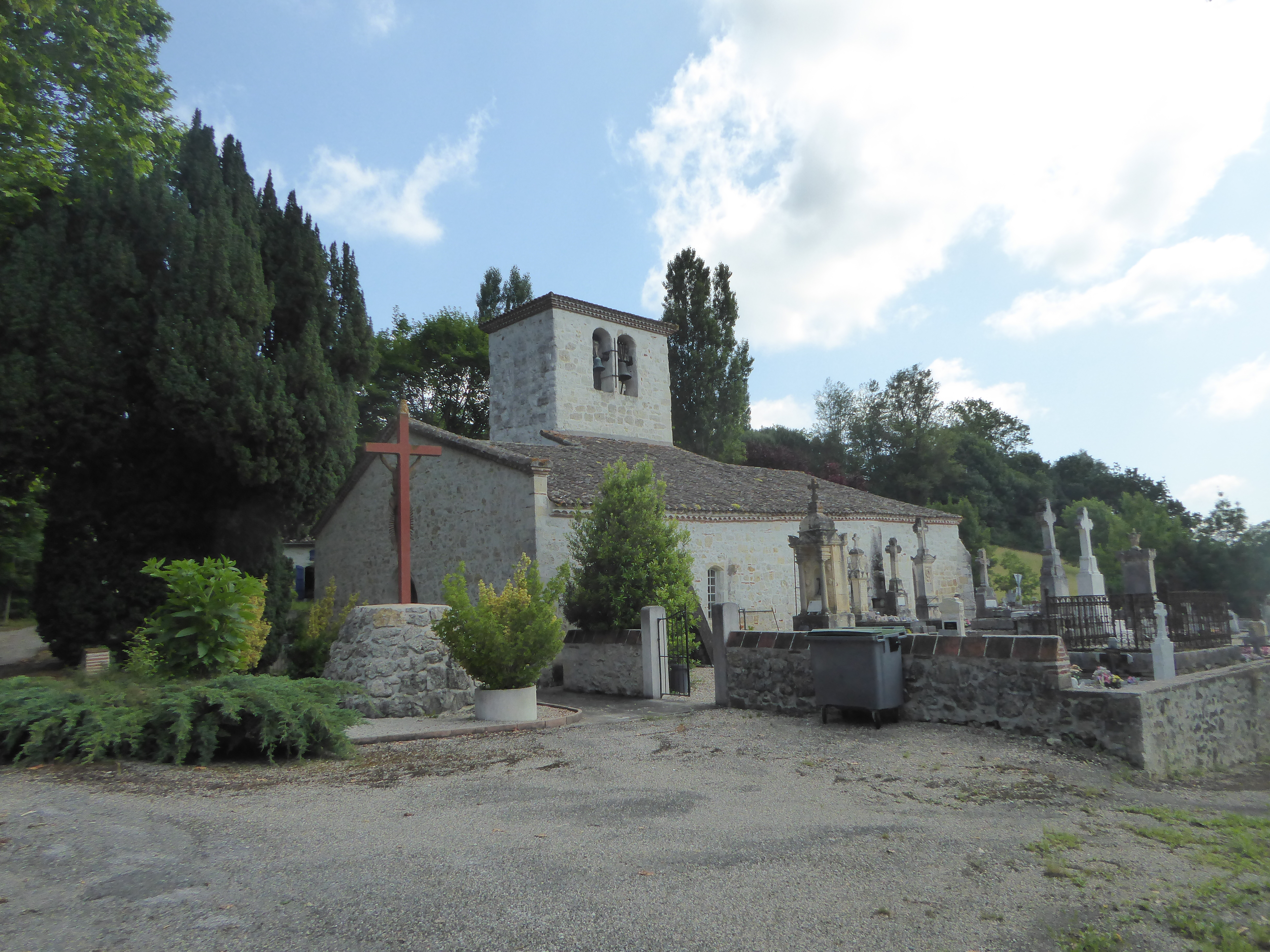
Kirche Sainte-Croix

- Kirche Saint-Urcisse
- Kirche Sainte-Croix
- Kapelle Notre-Dame